# Józef Golonka (chorąży)
Józef Golonka (ur. 28 lipca 1904 w Wadowicach) – chorąży Polskich Sił Zbrojnych, kawaler Orderu Virtuti Militari.

## Życiorys
20 stycznia 1939 został przeniesiony z 12 Pułku Piechoty w Wadowicach do Korpusu Ochrony Pogranicza i przydzielony do Batalionu KOP „Skałat”.
W czasie kampanii włoskiej 1944-1945 walczył w szeregach 2 Batalionu Strzelców Karpackich .

## Ordery i odznaczenia
- Krzyż Srebrny Orderu Virtuti Militari[2]
- Krzyż Walecznych[2]
- Brązowy Krzyż Zasługi – 10 lutego 1939[3]